# Erlangba (ort i Kina, Shaanxi, lat 32,81, long 106,39)
Erlangba är en ort i Kina. Den ligger i provinsen Shaanxi, i den nordvästra delen av landet, omkring 280 kilometer sydväst om provinshuvudstaden Xi'an. Antalet invånare är 6 837. Befolkningen består av 3 247 kvinnor och 3 590 män. Barn under 15 år utgör 18,0 %, vuxna 15-64 år 68 %, och äldre över 65 år 13,0 %.
Runt Erlangba är det ganska tätbefolkat, med 116 invånare per kvadratkilometer. Närmaste större samhälle är Gaozhaizi, 6,6 km nordväst om Erlangba. I omgivningarna runt Erlangba växer i huvudsak blandskog.
Genomsnittlig årsnederbörd är 1 170 millimeter. Den regnigaste månaden är juli, med i genomsnitt 268 mm nederbörd, och den torraste är december, med 2 mm nederbörd.